# Alfred Charles Kinsey

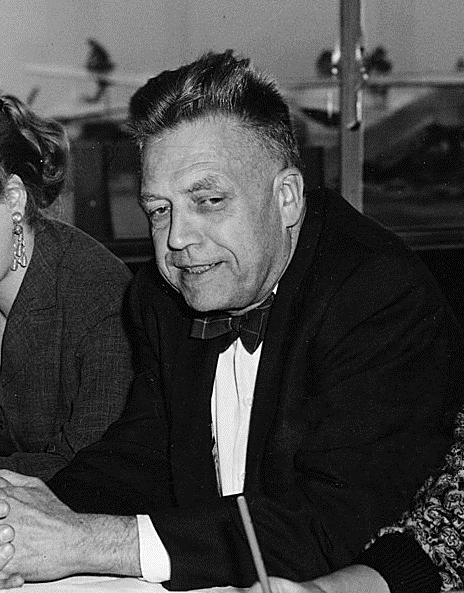
Kinsey in Frankfurt (1955)

Alfred Charles Kinsey (* 23. Juni 1894 in Hoboken, New Jersey; † 25. August 1956 in Bloomington, Indiana) war ein US-amerikanischer Sexualforscher und Hochschullehrer. Er war Professor für Zoologie an der Indiana University und führte als Erster im großen Stil statistische Erhebungen über das Sexualverhalten des Menschen durch. Der aufgrund dieser Daten erstellte Kinsey-Report gilt als ein Auslöser der Sexuellen Revolution.

## Leben und Werk
Alfred Kinsey entwickelte schon früh eine Vorliebe für die Natur, war Pfadfinder und studierte gegen den Willen seines Vaters Biologie. 1920 wurde er in Harvard zum Doktor der Zoologie promoviert. Seine wissenschaftliche Laufbahn begann er als Entomologe (Insektenkundler) an der Indiana University in Bloomington. Dort beschäftigte er sich mit der Katalogisierung von Gallwespen und schrieb ein zweibändiges Standardwerk über diese Insektenfamilie. Um gesicherte Aussagen machen zu können, sammelte und bestimmte er hunderttausende Tiere. In Bloomington heiratete er auch seine Frau Clara, die damals Chemie studierte. 1936 wurde Kinsey gebeten, Eheberatungskurse für die Studenten abzuhalten, wodurch sein Interesse für das menschliche Sexualverhalten geweckt wurde. Dabei zeigte sich, dass es so gut wie keine Daten über das Sexualverhalten des Säugetiers Mensch gab und viele Schriften aufgrund rein philosophischer Überlegungen teilweise sehr obskure Schlüsse zogen. 1947 gründete er an der Universität von Indiana das Institute for Sex Research (ISR, „Institut für Sexualforschung“), welches heute Kinsey Institute for Research in Sex, Gender, and Reproduction („Kinsey-Institut für Sexual-, Geschlechts- und Reproduktions-Forschung“) heißt.

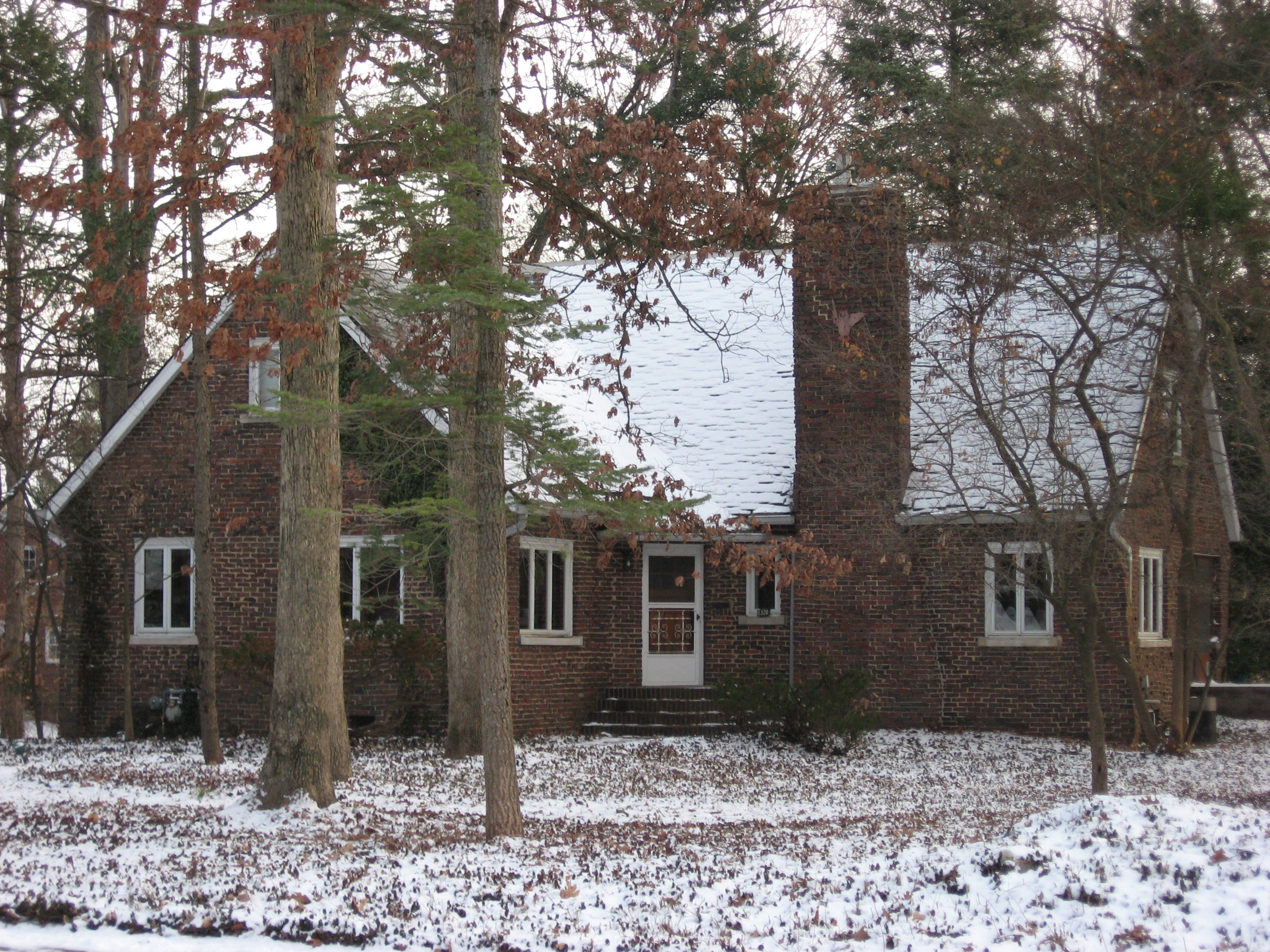
Wohnhaus Kinseys in Bloomington, Indiana

Völlig selbständig und allein legte er den Grundstein für die akademische Sexualforschung, indem er zunächst seine Studentinnen nach ihrem Sexualverhalten befragte; diese erzählten das ihren Eltern, welche wiederum kirchliche Kreise davon unterrichteten. Jene empörten sich und übten Druck auf Kinsey aus. Er musste seine Methodik umstellen. Zusammen mit seinen Mitarbeitern befragte er über 20.000 Amerikaner nach ihren sexuellen Verhaltensweisen, wozu er einen 500 Fragen umfassenden Fragenkatalog selbst entwickelte. Seine daraus entstandenen, 1948 und 1953 veröffentlichten Berichte (Kinsey-Reports) führten zu einem heftigen Meinungsstreit und werden von vielen als ein Auslöser der sexuellen Revolution in den 1960er Jahren angesehen. Er entwickelte bei seinen Forschungen auch die sogenannte Kinsey-Skala zur Klassifizierung der menschlichen Bisexualität.
Christliche-konservative Gruppen griffen und greifen Kinsey noch heute wegen seiner in ihren Augen unmoralischen und gefährlichen Untersuchungen an. Kinsey wurde dabei von seinen Gegnern verschiedener sexueller Devianzen bis hin zu Straftaten bezichtigt. Dazu gehörten Vorliebe für Gruppensex, Sex mit Kindern und der Vorwurf, er habe  seine Frau zu Sex mit anderen Männern oder seine Mitarbeiter zum Gruppensex angehalten. Obwohl diese Behauptungen nie belegt werden konnten, wird bis heute – beispielsweise durch Judith A. Reisman – versucht, Kinseys Forschungen damit zu diskreditieren. Der Präsident der Universität von Indiana, Herman B. Wells, verteidigte seinerzeit Kinseys Forschungen in einem Streit, der zum Testfall für die akademische Freiheit wurde. Die Rockefeller-Stiftung, der Hauptgeldgeber, wurde vor den McCarthy-Ausschuss geladen und stellte dann ihre Zahlungen ein. Kinsey verweigerte sich auch den Wünschen des FBI-Chefs J. Edgar Hoover, Daten weiterzugeben, um mit ihnen Homosexuelle im State Department aufzuspüren.
Kinsey selbst schätzte an seinem Lebensende die gesellschaftlichen Auswirkungen seiner Arbeit als gering ein. Sein Ziel der sexuellen Befreiung habe er nicht erreicht, so Kinseys eigene Einschätzung kurz vor seinem Tod im Jahr 1956. Zu diesem Zeitpunkt war die Sexuelle Revolution noch nicht in ihrer ganzen Wirkung erkennbar.

## Rezeption in Film und Belletristik
Kinseys Leben ist Thema des biografischen Films Kinsey – Die Wahrheit über Sex (2004) und des Romans The Inner Circle (2004) von T. C. Boyle mit dem deutschen Titel Dr. Sex (deutsches Hörbuch gesprochen von Jan Josef Liefers).

## Schriften
- Das sexuelle Verhalten des Mannes, G. B. Fischer, Berlin 1955 (US-Originalausgabe 1948)
- Das sexuelle Verhalten der Frau, G. B. Fischer, Berlin/Frankfurt am Main 1954 (US-Originalausgabe 1953)

Neben diesen beiden auch als Kinsey-Report bekannten Hauptwerken veröffentlichte Kinsey zahlreiche Aufsätze und Beiträge in wissenschaftlichen Publikationen.